# Joannes de Doperkerk (Hoofddorp)
De Heilige Joannes de Doperkerk is een rooms-katholiek kerkgebouw aan de Kruisweg in Hoofddorp in de Nederlandse provincie Noord-Holland.
In 1856 werd de eerste katholieke kerk in Hoofddorp gebouwd, een houten noodkerk aan de Kruisweg. Hiernaast werd een stenen kerk gebouwd ontworpen door de Leidse architect Theo Molkenboer, die ook verantwoordelijk was voor de eerste katholieke stenen kerk van Haarlemmermeer: de Franciscus van Saleskerk in Lijnden (1859). De Joannes de Doperkerk werd ingewijd door bisschop F. van Vree op 24 mei 1860. Het houten gebouw uit 1856 werd vervolgens omgebouwd tot kosterswoning en paardenstal.
In 1868 werd een mechanisch pijporgel van Rogier-Joseph Kerckhoff (1816-1873) in de kerk geplaatst. Omdat dit orgel in de 21e eeuw niet meer goed werkte is in 2001 een elektronisch orgel ervoor gezet. Omdat restauratie te duur werd bevonden is het oude orgel daarna gedemonteerd en zijn de onderdelen verkocht aan de Adelbertuskerk in Haarlem, voor de restauratie van het orgel aldaar.
Het gebouwencomplex, Kruisweg 1067-1073, bestaande uit de kerk, de pastorie, het zusterhuis (van 1913) (voormalig klooster, nu parochiehuis) met hek en de kosterswoning met paardenstal (nu boekwinkel), staat op de gemeentelijke monumentenlijst van Haarlemmermeer.

## Bijbelse tuin
Achter de kerk ligt de Bijbelse Tuin Hoofddorp. Er staan meer dan veertig bronzen beelden van Karel Gomes en Antoinette Otten. De tuin omvat een labyrint (doolhof) en ligt rond de begraafplaats (kerkhof).